# 大岡怪童
大岡 怪童（おおおか かいどう、1901年8月8日 - 1951年1月1日）は、日本の俳優である。本名は大岡 菊次郎（おおおか きくじろう）。昭和初期に大山デブ子と共に大都映画の巨漢俳優として活躍し、数多くの喜劇映画に出演していた。

## 人物・経歴
1901年（明治34年）8月8日、大阪府大阪市に生まれる。
1927年（昭和2年）、マキノ・プロダクション御室撮影所に入社。片岡千恵蔵のマキノ第一回出演映画『万花地獄』に関取役で映画デビューを果たす。1928年（昭和3年）、創立間も無い河合映画製作社に招待され、移籍する。以後、巨漢俳優として大山デブ子とコンビを組んで活躍、また対照的な体型の山吹徳二郎とトリオを組んだりもしていた。1933年（昭和8年）、同社が大都映画に移行してからは出演が増加し、1937年（昭和12年）は年間23本の映画に出演している。1940年（昭和15年）までの出演は183本である。
第二次世界大戦終結後は太泉映画に所属し、数本の映画に出演。しかし、かつての肥大漢も半分くらいに痩せ、間もなく病没したとされていたが、『讀賣新聞』1951年（昭和26年）1月3日付にて、去る1月1日に神奈川県中郡秦野町（現在の同県秦野市）の川野興行場で喜劇『福笑捕物帳』に出演中、心臓麻痺を発症し、同日死去した、と報じられている。満49歳没。

## 主なフィルモグラフィ

### マキノプロダクション
- 万花地獄 : 1927年 原作吉川英治、監督中島宝三
- 文七元結 : 1927年 監督勝見正義 製作勝見庸太郎プロダクション、配給マキノプロダクション
- 忠魂義烈 実録忠臣蔵 : 1928年 監督マキノ省三

### 河合映画
- 『東海道膝栗毛 第一篇 地獄から這上がった弥次喜多』 : 1928年 監督曾根純三
- 『ぬかるみ小路』 : 1928年 監督松本英一
- 『新版東海道膝栗毛 第二篇 化かされた弥次喜多』  : 1928年 監督曾根純三
- 『青春行進曲』 : 1929年 監督高見貞衛
- 『異説 番町皿屋敷』 : 1929年 監督丘虹二
- 『蜘蛛の町』 : 1929年 監督森田京三郎
- 『愛欲絵巻』 : 1929年 監督村越章二郎
- 『夕立勘五郎』 : 1930年 監督村越章二郎
- 『蒼白き人々』 : 1930年 監督山口哲平
- 『侠勇シラノ』 : 監督石山稔
- 『河合オンパレード キネマの人気者』 : 1931年 監督吉村操
- 『弱き者よ汝の名は女なり』 : 1931年 監督吉村操
- 『たぬきと精神病患者』: 1931年 監督田中重雄
- 『最後の戦線』 : 1932年 監督服部真砂雄
- 『あら太いわね』 : 1932年 監督吉村操
- 『拳闘選手』 : 1933年 監督吉村操

その他多数。

### 大都映画
- 『結婚五十三次』 : 1933年 監督吉村操
- 『浮気はその日の出来心』 : 1933年 監督吉村操
- 『新撰組悲歌』 : 1934年 監督益田晴夫
- 『暁の浚渫船』 : 1934年 監督大江秀夫
- 『じゃじゃ馬と坊や』 : 1935年 監督吉村操
- 『大学の流線型』 : 1935年 監督ハヤフサヒデト
- 『拳闘士と坊や』 : 1935年 監督吉村操
- 『マネキン大将』 : 1936年 監督中島宝三
- 『坊やよい子だ』 : 1936年 監督吉村操
- 『ターザンの冒険』 : 1937年 監督吉村操
- 『学生街の花形』 : 1937年 監督吉村操
- 『夫婦戦線異常あり』 : 1938年 監督和田敏三
- 『争闘阿修羅街』 : 1938年 監督八代毅
- 『白銀に躍る』 : 1939年 監督和田敏三
- 『天下の御意見番』 : 1939年 監督大伴麟三
- 『若旦那太平記』 : 1940年 監督和田敏三
- 『大陸は微笑む』 : 1940年 監督弥刀研二

その他多数。